# The Huntingdon
The Huntingdon – wieżowiec znajdujący się w Houston (Stany Zjednoczone), ale poza jego centrum. Ma 153 metry wysokości i 34 piętra. Zaprojektowany został przez  Talbotta Wilsona, a budowa zakończyła się w roku 1984. Jest wykorzystywany w celach mieszkaniowych. Przez wiele lat był najwyższym wieżowcem mieszkalnym w Teksasie, aż do chwili przekształcenia Mercantile Building w Dallas w budynek mieszkalny.